# Грин Камп (Охајо)
Грин Камп (енгл. Green Camp) град је у америчкој савезној држави Охајо.

## Демографија
По попису из 2010. године број становника је 374, што је 32 (9,4%) становника више него 2000. године.
| Група             | 2000.       | 2010.       |
| Белци             | 341 (99,7%) | 361 (96,5%) |
| Афроамериканци    | 0 (0,0%)    | 0 (0,0%)    |
| Азијати           | 0 (0,0%)    | 0 (0,0%)    |
| Хиспаноамериканци | 0 (0,0%)    | 2 (0,5%)    |
| Укупно            | 342         | 374         |